# Kunegunda Łokietkówna
Kunegunda Łokietkówna (ur. ok. 1295, zm. 9 kwietnia 1331 lub 1333) – królewna polska i księżna świdnicka, córka Władysława I Łokietka i Jadwigi, córki księcia kaliskiego Bolesława Pobożnego i księżniczki węgierskiej Jolenty Heleny.

## Życiorys
Imię Kunegundy nawiązuje najprawdopodobniej do Kingi (Kunegundy), która była siostrą babki macierzystej księżniczki. Około 1310 została żoną księcia świdnickiego Bernarda. Z małżeństwa Kunegundy i Bernarda pochodziło co najmniej siedmioro dzieci:
- Bolko II Mały – książę świdnicki,
- Konstancja – żona księcia głogowskiego Przemka,
- Elżbieta – żona księcia opolskiego Bolesława II,
- Henryk II – książę świdnicki,
- Beata – zmarła w młodości,
- co najmniej dwoje dzieci – zmarłe w dzieciństwie.

Po śmierci męża, zmarłego 6 maja 1326, Kunegunda sprawowała przez kilka lat regencję w księstwie z powodu małoletności synów. Zapewne w 1329 wyszła za mąż za księcia saskiego Rudolfa I i opuściła księstwo świdnickie, zabierając ze sobą córkę Beatę. Drugie małżeństwo Kunegundy było prawdopodobnie bezpotomne.
Kunegunda Łokietkówna zmarła 9 kwietnia, zgodnie z napisem nagrobnym, którego treść zachowała się w szesnastowiecznych odpisach. Data roczna jej śmierci budzi kontrowersje w historiografii. W niektórych zapiskach występuje rok 1331, zaś w innych 1333. Obecnie uważa się rok 1333 za prawdopodobniejszy. Została pochowana w klasztorze franciszkańskim w Wittenberdze.

## W kulturze
- Księżna Kunegunda grana przez Annę Grycewicz występuje w pierwszym sezonie serialu historycznego Korona królów.